# Cytheromorpha macchesneyi
Cytheromorpha macchesneyi är en kräftdjursart som först beskrevs av Brady och Crosskey 1871.  Cytheromorpha macchesneyi ingår i släktet Cytheromorpha och familjen Loxoconchidae. Inga underarter finns listade i Catalogue of Life.